# Файдыш, Николай Афанасьевич
Николай Афанасьевич Файдыш (1863—не ранее 1917) — русский военачальник, генерал-майор.

## Биография
Николай Файдыш родился 8 марта 1863 года в православной семье. Получил домашнее образование и затем окончил Окончил Одесское пехотное юнкерское училище. В службу вступил 12 июня 1882 года в 135-й пехотный Керчь-Еникольский полк в городе Павлограде. Прапорщик (1883), подпоручик (1884), поручик (1888), штабс-капитан (1899).
Окончил Офицерскую стрелковую школу. Капитан (1900), подполковник (1908), полковник (1914). Участник Первой мировой войны — командир 135-го пехотного Керчь-Еникольского полка. На 14 апреля 1915 года — командир 259-го пехотного Ольгопольского полка. 
В 1915—1916 годах — командир 91-го пехотного запасного батальона. Исполняющий должность генерала для поручений при командующем войсками Казанского военного округа с 5 июля 1916 года. Генерал-майор с 26 сентября 1916 года. На 6 декабря 1916 года был начальником 13-й пехотной запасной бригады. 
В 1917 году Николай Афанасьевич Файдыш служил в штабе Казанского военного округа. Сведений о дальнейшей жизни нет.

## Награды
- Награждён орденом Св. Георгия 4-й степени (7 октября 1914) и Георгиевским оружием (10 декабря 1915).
- Также награждён орденами Св. Станислава 2-й степени (1905); Св. Анны 2-й степени (1907); Св. Владимира 4-й степени (1912); мечи и бант к ордену Св. Владимира 4-й степени (1915); Св. Владимира 3-й степени с мечами (1915); ; Св. Станислава 1-й степени (1916).
- Высочайшее благоволение (7 мая 1916, за боевые отличия).